# Ewald Christian von Kleist
Ewlad Christian von Kleist (Zeblin, 7 marzo 1715 – Francoforte sull'Oder, 24 agosto 1759) è stato un poeta tedesco.

## Biografia
Nato in una cittadina della Pomerania, presso Köslin, faceva parte della piccola nobiltà prussiana. 
Svolse la carriera militare, per obbligo di nascita nobile, si dimostrò un valido ufficiale e morì a causa delle ferite ricevute nella battaglia di Kunesdorf, durante la guerra dei sette anni.
Rappresentante della letteratura rococò, ma vicino anche al classicismo di maniera, scrisse fra l'altro il poema didascalico La primavera (Der Frūhling, 1749) e un Canto funebre (Grablied, 1757) che sembra anticipare talune movenze romantiche, e che inaugurò la moda della poesia guerriera e patriottica.
Di Ewald von Kleist si ricordano anche un'Ode all'esercito prussiano (Ode an die prussiche Armee, 1758).